# Dystasia subuniformis
Dystasia subuniformis är en skalbaggsart som beskrevs av Stefan von Breuning 1938. Dystasia subuniformis ingår i släktet Dystasia och familjen långhorningar. Inga underarter finns listade i Catalogue of Life.